# Stewiacke Valley
Stewiacke Valley är en dal i Kanada.   Den ligger i provinsen Nova Scotia, i den östra delen av landet, 1 000 km öster om huvudstaden Ottawa.
I omgivningarna runt Stewiacke Valley växer i huvudsak blandskog. Runt Stewiacke Valley är det glesbefolkat, med 9 invånare per kvadratkilometer.